# Clip-Point-Klinge

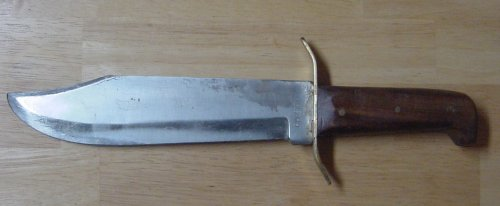
Messer mit Clip-Point-Klinge

Eine Hechtklinge, teilweise auch Clip-Point-Klinge genannt, ist eine Messerklinge, deren Klingenrücken konkav (einwärts gewölbt) zur Klingenspitze hin gebogen ist.
Diese Klingenform ist das Gegenteil der konvexen Drop-Point-Klinge.